# جوسيب بريكالو
جوسيب بريكالو (بالكرواتية: Josip Brekalo)‏ (23 يونيو 1998 بزغرب في كرواتيا - ) هو لاعب كرة قدم كرواتي في مركز الهجوم. شارك مع منتخب كرواتيا تحت 19 سنة لكرة القدم. أما مع النوادي، فقد لعب مع نادي دينامو زغرب ونادي فولفسبورغ.

## روابط خارجية
- جوسيب بريكالو على موقع الاتحاد الدولي (مؤرشف)  (الإنجليزية)
- جوسيب بريكالو على موقع الاتحاد الأوربي (الإنجليزية)
- جوسيب بريكالو على موقع اتحاد كرواتيا (الكرواتية)
- جوسيب بريكالو على موقع قاعدة بيانات كرة القدم.إي يو (الإنجليزية)
- جوسيب بريكالو على موقع ناشيونال فوتبول تيمز (الإنجليزية)
- جوسيب بريكالو على موقع Soccerway.com (الإنجليزية)
- جوسيب بريكالو على موقع عالم كرة القدم.نت (الإنجليزية)
- جوسيب بريكالو على موقع AS.com (الإسبانية)